# Ranunculus colonorum
Ranunculus colonorum är en ranunkelväxtart som beskrevs av Stephan Ladislaus Endlicher. Ranunculus colonorum ingår i släktet ranunkler, och familjen ranunkelväxter. Inga underarter finns listade i Catalogue of Life.